# Diplocaulobium obyrnei
Diplocaulobium obyrnei là một loài thực vật có hoa trong họ Lan. Loài này được W.K.Harris mô tả khoa học đầu tiên năm 1997.